# Orpheu (revue)
Orpheu - Revue Trimestrielle de Littérature n'a eu que deux numéros, correspondant aux deux premiers trimestres de 1915, le troisième numéro ayant été arrêté à cause de difficultés de financement. Malgré cela, la revue exerça une notable et durable influence : son avant-gardisme inspira les mouvements littéraires issus du renouveau de la littérature portugaise. Avec une première réaction critique négative, Orpheu introduisit au Portugal le mouvement moderniste, associant dans ce projet des noms importants des arts et des lettres, tels que Fernando Pessoa, Mário de Sá-Carneiro, Almada Negreiros ou Santa-Rita Pintor, connus sous le nom de Génération Orpheu.

## Orpheu, un projet luso-brésilien
Fin mars 1915 parait le premier numéro de la revue "Orpheu, propriété de la firme Orpheu, Lda., destinée au Portugal et Brésil", avec 83 pages, imprimées sur du papier de qualité, avec comme directeurs de publication Luís de Montalvôr (pour le Portugal) et Ronald de Carvalho (pour le Brésil), et comme éditeur le jeune António Ferro. Entre autres, la revue comptait comme collaborateurs Fernando Pessoa, Mário de Sá-Carneiro et José de Almada Negreiros. Dans l'Introduction du no 1, Luiz de Montalvôr présentait l'orientation esthétique de la revue comme « un exil de tempéraments de l'art » basé sur un « principe aristocratique » de l'« harmonie esthétique », avec un « désir de bon goût et de propos raffinés sur l'art ». Plus qu'une revue littéraire moderne et plus qu'un objet d'art, Orpheu se veut un acte créateur et même l'art en acte. Calligrammes, vers libres, détournement de la ponctuation, éclectisme de l'orthographe et des styles, néologismes, archaïsmes, anachronismes.

## Réception deOrpheu
La réception de la revue trimestrielle de littérature ne fut pas pacifique, bien au contraire. Une controverse se propagea dans la presse portugaise de l'époque, avec des informations et critiques en première page. Des commentaires moqueurs ridiculisaient les jeunes écrivains, soulignant surtout les poèmes "16", de Mário de Sá-Carneiro, et "Ode Triunfal", de Álvaro de Campos, hétéronyme de Fernando Pessoa. Le 4 avril 1915, Pessoa écrivit à Armando Côrtes-Rodrigues (pt), décrivant le succès de la revue et l’énorme scandale provoqué :
"Hier, j'ai mis au courrier un Orpheu pour vous. Un seul parce que nous ne disposons pas de beaucoup. L'édition devrait s'épuiser rapidement. Un triomphe absolu, spécialement avec la publicité que nous a fait le journal A Capital (pt) avec sa fessée en première page, un article sur deux colonnes. Je ne vous envoie pas ce journal parce que je vous écris rapidement, de la Brasileira. Dans la prochaine malle, je vous raconterai tout en détail. Il y a beaucoup à raconter. Dernièrement j'ai eu beaucoup à faire. De la librairie dépositaire partiront les exemplaires pour les abonnés et les marchands de journaux. Naturellement, il n'y a pas assez d'exemplaires pour tous les noms que vous m'avez indiqués. Certains en auront. Naturellement, nous devrons faire une deuxième édition. Nous sommes le thème du jour à Lisbonne; je n'exagère pas en vous le disant. Le scandale est énorme. On nous pointe du doigt dans la rue, et tout le monde -- même hors de la littérature -- parle de Orpheu.
Il y a de grands projets. Tout sera dans la prochaine malle.
Le plus grand scandale a été provoqué par 16 de Sá-Carneiro et l'Ode Triunfal. Même André Brun nous a dédié un numéro des Migalhas".
Fernando Pessoa, Correspondência 1905-1922, Lisboa, Assírio & Alvim, 1999, p. 161.
Deux semaines plus tard, dans un autre courrier adressé à Armando Côrtes-Rodrigues, Pessoa confirme le succès de la revue :
"Je viens soudain de me rappeler, et heureusement à temps, vu que nous sommes déjà le 19. Je n'aurai pas le temps de réunir, même quelques-uns, des articles écrits à propos de Orpheu; Je suis peiné de ne pas pouvoir le faire, parce que vous auriez beaucoup ri en les lisant. Dans la prochaine malle-- définitivement je vous le promets -- je n’oublierai pas. Tant et plus furent les articles, qu'en trois semaines, Orpheu a été épuisé -- totalement, complètement épuisé."
Fernando Pessoa, Correspondência 1905-1922, Lisboa, Assírio & Alvim, 1999, p. 162.
Profitant du scandale généré par le lancement de la revue, Fernando Pessoa et Mário de Sá-Carneiro, directeurs de publication du second numéro, accentuent son caractère provocateur et contre-factuel, révélant des noms tels que Santa-Rita Pintor, artiste plastique futuriste et Ângelo de Lima, poète marginal interné dans un l'hôpital psychiatrique de Lisbonne depuis 1900.
Fernando Pessoa écrit alors au poète Camilo Pessanha, alors fonctionnaire a Macao, pour lui demander son autorisation pour la publication de ses poèmes. Dans cette lettre, Pessoa assume déjà la direction de Orpheu, décrivant ainsi la revue :
"Je suis un des directeurs de la revue trimestrielle de littérature Orpheu. Je ne sais pas si Votre Excellence la connait ; il est probable que non. Peut-être aurez-vous lu, par hasard, un des quelques commentaires désagréables que la presse portugaise a fait sur nous. Si cela est le cas, il est possible qu'une telle information vous ait donné une image négative nous concernant, bien que je fasse à Votre Excellence justice de croire que vous ne devez pas vous orienter, sauf avis contraire, d'après l'opinion de piètres journalistes. Reste à expliquer ce qu'est Orpheu. C'est une revue, dont deux numéros ont déjà été publiés ; c'est l'unique revue littéraire sérieuse apparue au Portugal, depuis la Revista de Portugal, qui fut dirigée par Eça de Queirós. Notre revue accueille tout ce qui représente l'art avancé ; ainsi nous avons publié des poèmes et proses qui vont de ultra-symbolisme au futurisme. (...)Le fait est qu'elle a su irriter et faire enrager, ce que, comme Votre Excellence sait bien, la pure banalité n'arrive jamais à faire. Les deux numéros ne se sont pas seulement vendus, ils se sont épuisés, le premier en temps incroyable de trois semaines. Ce qui démontre -- à la vue des conditions artistiquement négatives de notre milieu -- de l'intérêt que nous avons réussi à éveiller."
Fernando Pessoa, Correspondência 1905-1922, Lisboa, Assírio & Alvim, 1999, p. 184-185.

## Vie et mort deOrpheu
En juillet 1915, Alfredo Guisado et António Ferro annoncent publiquement qu'ils quittent la revue à cause de divergences polítiques avec Fernando Pessoa, aliás, Álvaro de Campos, alors que Mário de Sá-Carneiro part précipitamment pour Paris. Le 13 septembre de la même année, Sá-Carneiro écrivit a Fernando Pessoa, l'informant que son père ne pourrait pas continuer le mécénat involontaire de la revue, enterrant ainsi le projet du troisième numéro de Orpheu.
L'année suivante, Mário de Sá-Carneiro se suicide, à Paris, et Santa-Rita Pintor, qui avait collaboré avec quatre hors-texte dans le second numéro, meurt également, ainsi que le peintre Amadeo de Souza-Cardoso, de qui Fernando Pessoa espérait insérer des œuvres dans le numéro 3.
La revue Portugal Futurista, dirigée par Carlos Filipe Porfírio, perpétra la tradition avant-gardiste et provocatrice de Orpheu, avec des travaux de ses collaborateurs, tels que Raul Leal, Mário de Sá-Carneiro, Fernando Pessoa et son Álvaro de Campos, Almada Negreiros, Santa-Rita Pintor et Amadeo de Souza-Cardoso. Pour certains critiques, l'unique numéro de la revue Portugal Futurista, publiée en novembre 1917 et immédiatement interdite, était l'héritier de Orpheu et son vrai troisième numéro.
Orpheu marqua l'histoire de la littérature portugaise du XXe siècle, étant considérée comme le point de départ du Modernisme au Portugal, et ses protagonistes étant connu sous le nom de "Génération Orpheu". À peine douze après, l’importance de cette publication sera reconnue par la "seconde génération moderniste" dans les pages de la revue Presença (pt), publiée à Coimbra de 1927 à 1940, laquelle compta aussi de grandes noms de la littérature portugaise, tels José Régio, Miguel Torga et Vitorino Nemésio.

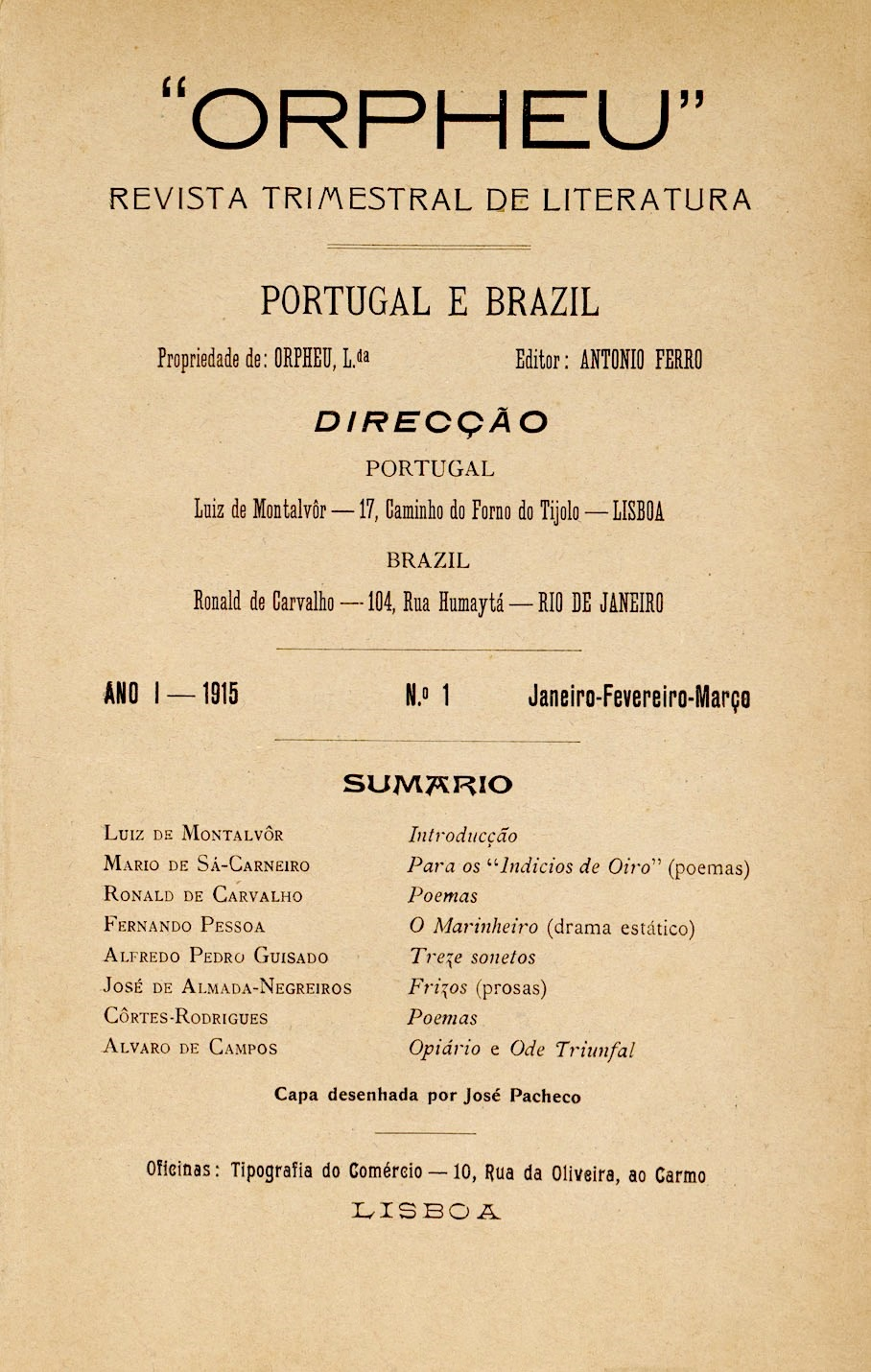
Sommaire du no 1
janvier–février–mars 1915

## Premier numéro janvier–février-mars 1915

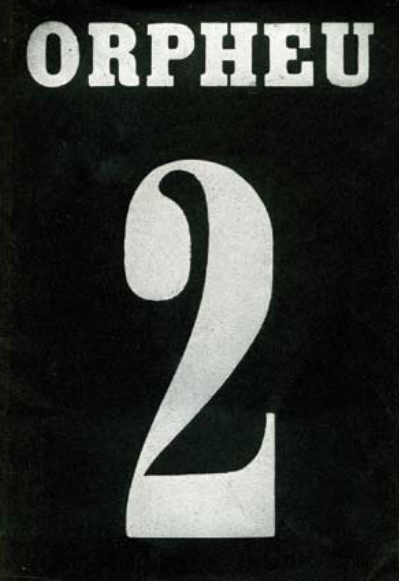
Orpheu no 2,
avril–mai–juin 1915.

Ont contribué à ce premier numéro de Orpheu : Luís de Montalvor, qui signa l'introduction, Ronald de Carvalho, Mário de Sá-Carneiro, Fernando Pessoa, Alfredo Pedro Guisado, Almada Negreiros, Armando Côrtes-Rodrigues, José Pacheko, qui dessina la couverture et était le responsable de la direction graphique et António Ferro en tant qu'éditeur. À la fin de l'introduction, le groupe manifeste la proposition d'aller à l'encontre de quelques « désir de bon goût et de propos raffinés sur l'art », convaincus que la revue, par son caractère innovateur, révélera un signe de vie dans le milieu littéraire portugais, espérant l’adhésion des « lecteurs de qualité » à ce projet littéraire. Si, parmi ces lecteurs de qualité, le premier numéro rencontra « contentement et affection », il causa scandale et polémique auprès du grand public. La revue secoua les milieux littéraires portugais par la hardiesse et l'avant-gardisme de certains de ses textes. Ce fut le signe de vie qui rompit avec les traditions littéraires et marqua l’avènement du Modernisme au Portugal.
Sommaire :
Luiz de Montalvôr - Introduction
Mario de Sá-Carneiro - Para os "Indicios de Oiro" (poèmes)
Ronald de Carvalho - Poèmes
Fernando Pessoa - O Marinheiro (drame extatique)
Alfredo Pedro Guisado - Treize Sonnets
José de Almada-Negreiros - Frizos (proses)
Côrtes-Rodrigues - Poèmes
Alvaro de Campos - Opiário et Ode Triunfal

## Second numéro, avril–mai–juin 1915

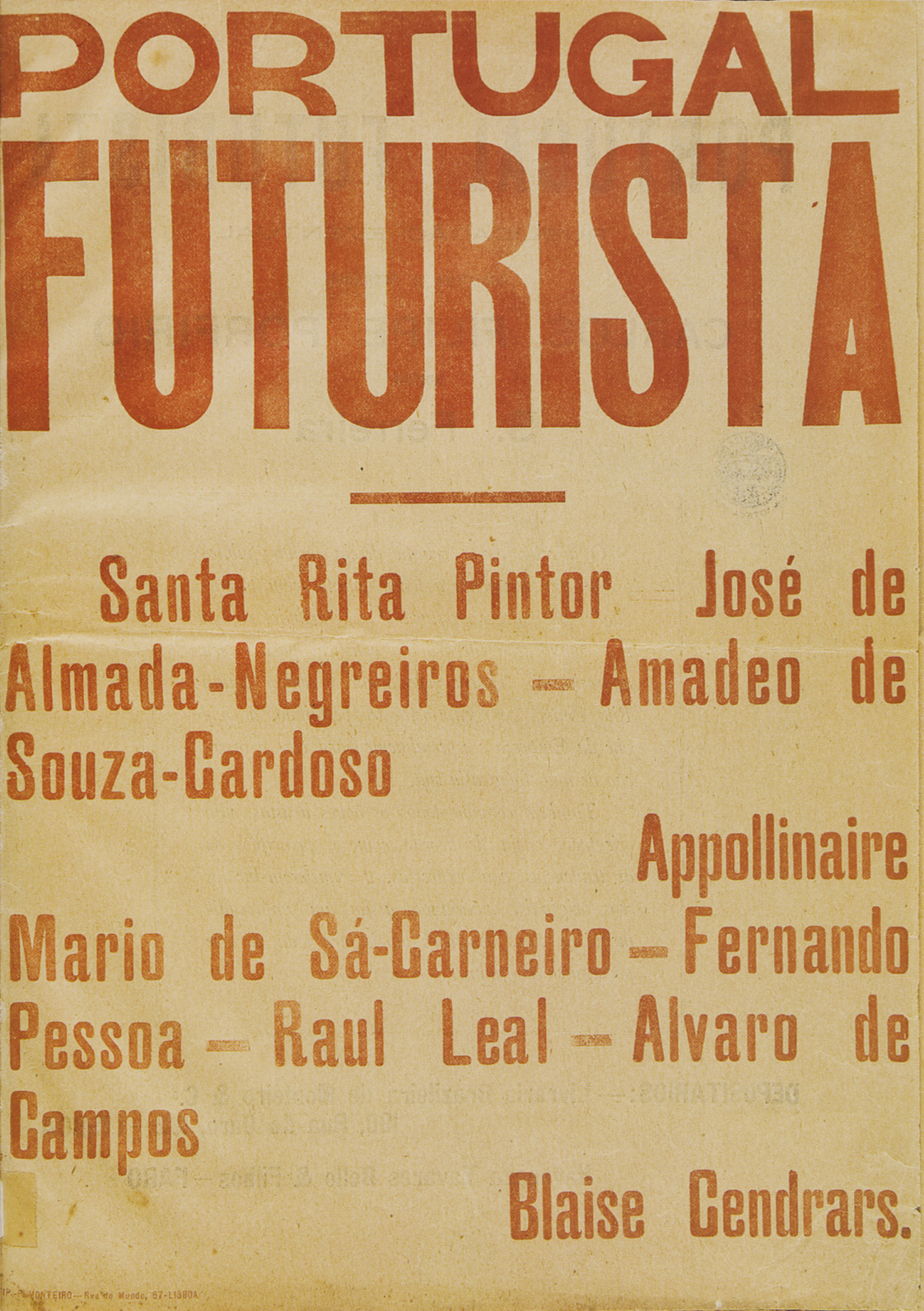
Couverture du no 1
novembre 1917

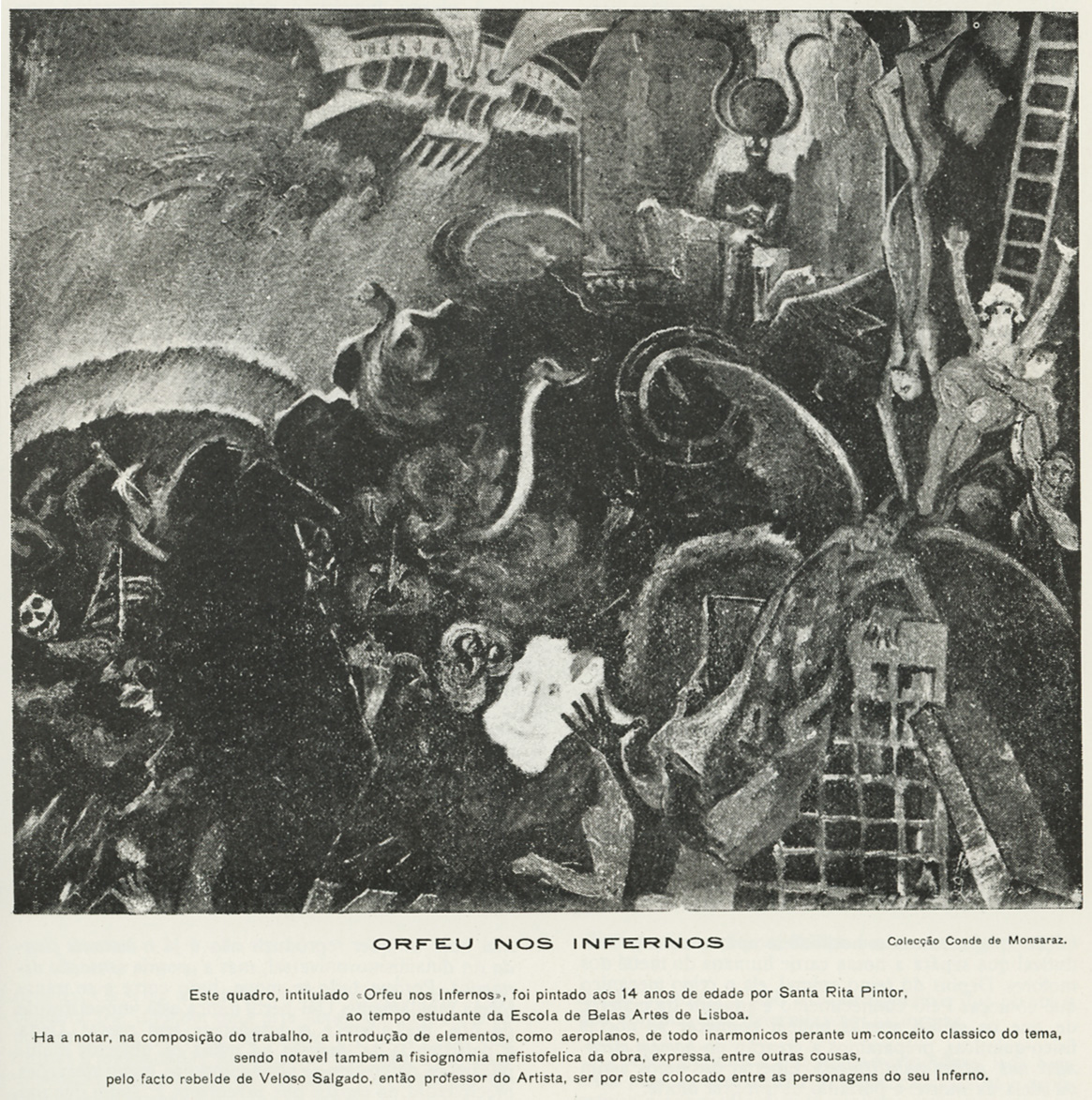
Santa-Rita Pintor, Orpheu aux Enfers, huile sur toile, reproduite dans la revue Portugal Futurista, novembre 1917

Le second numéro, sous la direction de Fernando Pessoa et Mário de Sá-Carneiro, inclut des textes de Ângelo de Lima, Mário de Sá-Carneiro, Raul Leal, Violante de Cysneiros, Luís de Montalvor, Fernando Pessoa e Álvaro de Campos, ainsi que la collaboration plastique du futuriste Santa-Rita Pintor, avec 4 travaux :

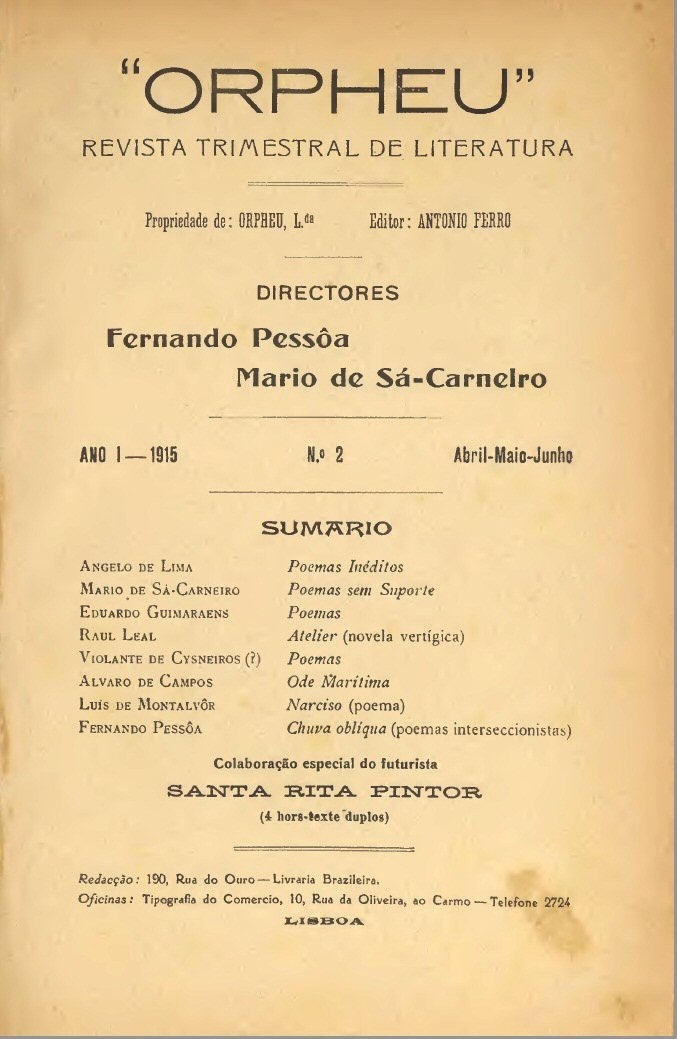
Sommaire du no 2,
avril–mai–juin 1915

1. Estojo scientífico de uma cabeça + aparelho ocular + sobreposição dynamica visual + reflexos de ambiente * luz, (sensibilidade mecanica), Paris 1914.
Etui scientifique d'une tête + appareil oculaire + superposition visuelle dynamique + reflets d'ambiance * lumière (sensibilité mécanique).
2. Compenetração estática interior de uma cabeça = complementarismo congénito absoluto, (sensibilidade lithographica), Paris 1913.
Co-Pénétration extatique intérieur d'une tête = complémentarisme congénital absolu (sensibilité lithographique).
3. Syntese geometral de uma cabeça * infinito plastico de ambiente * transcendentalismo phisico, (sensibilidade radiographica), Paris 1913.
Synthèse géométrale d'une tête * plastique infini d'ambiance * transcendantalisme physique, (sensibilité radiographique).
4. Decomposição dynamica de uma mesa + estylo do movimento, (interseccionismo plástico), Paris 1912.
Décomposition dynamique d'une table + style de mouvement, (intersectionnisme plastique).

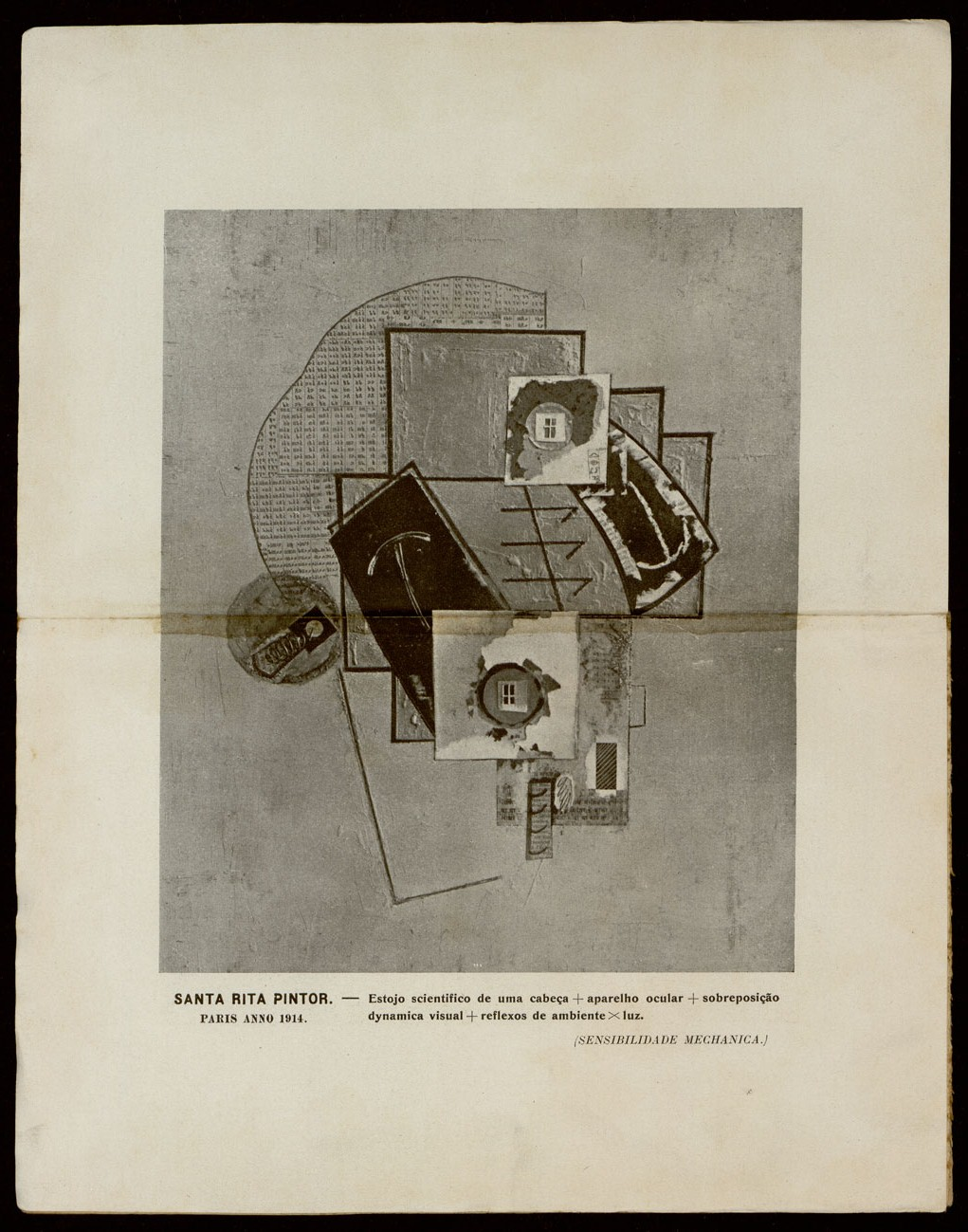
(Sensibilidade Mecanica), Santa-Rita Pintor 1914, collage.
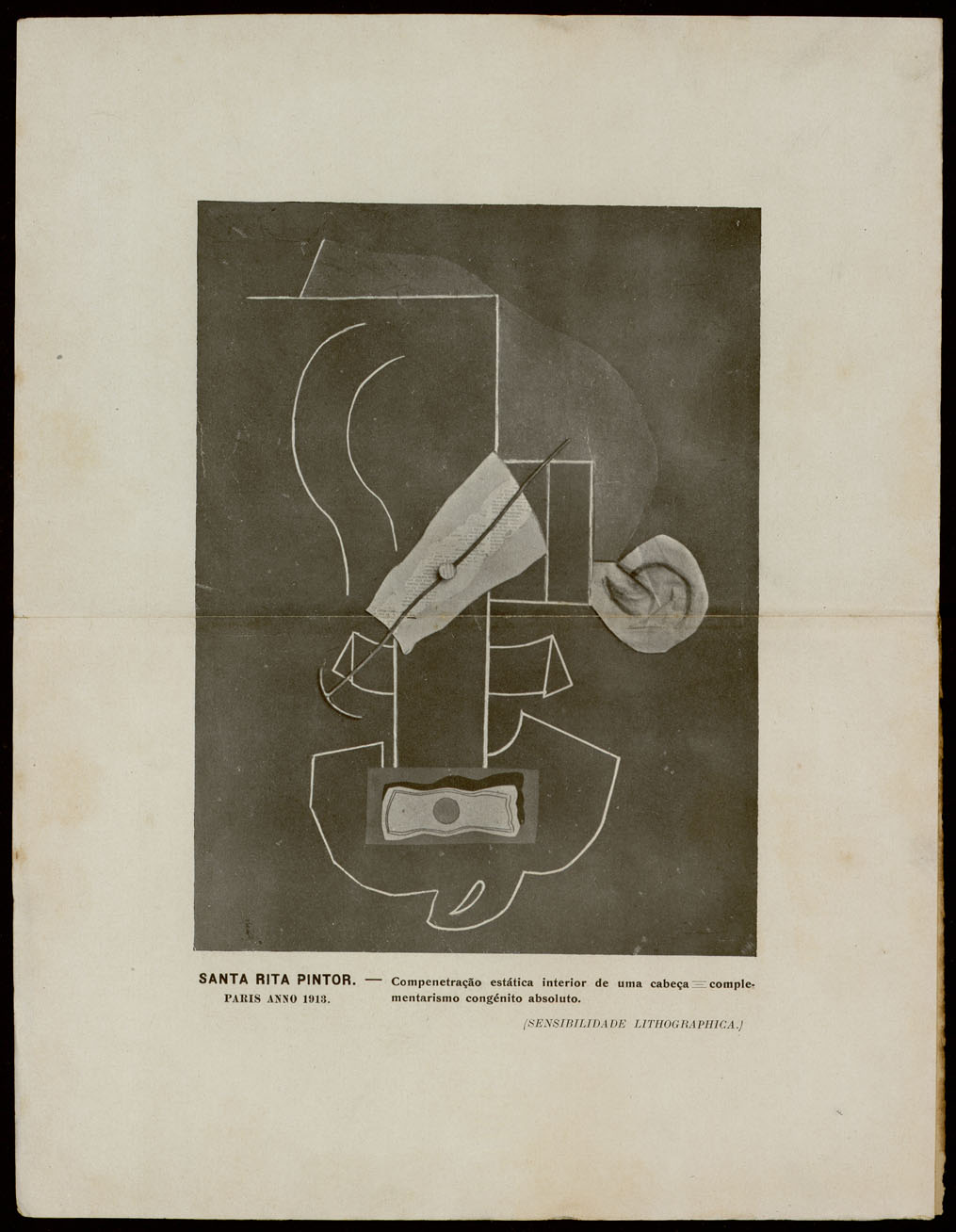
(Sensibilidade Lithographica), Santa-Rita Pintor 1913, collage.
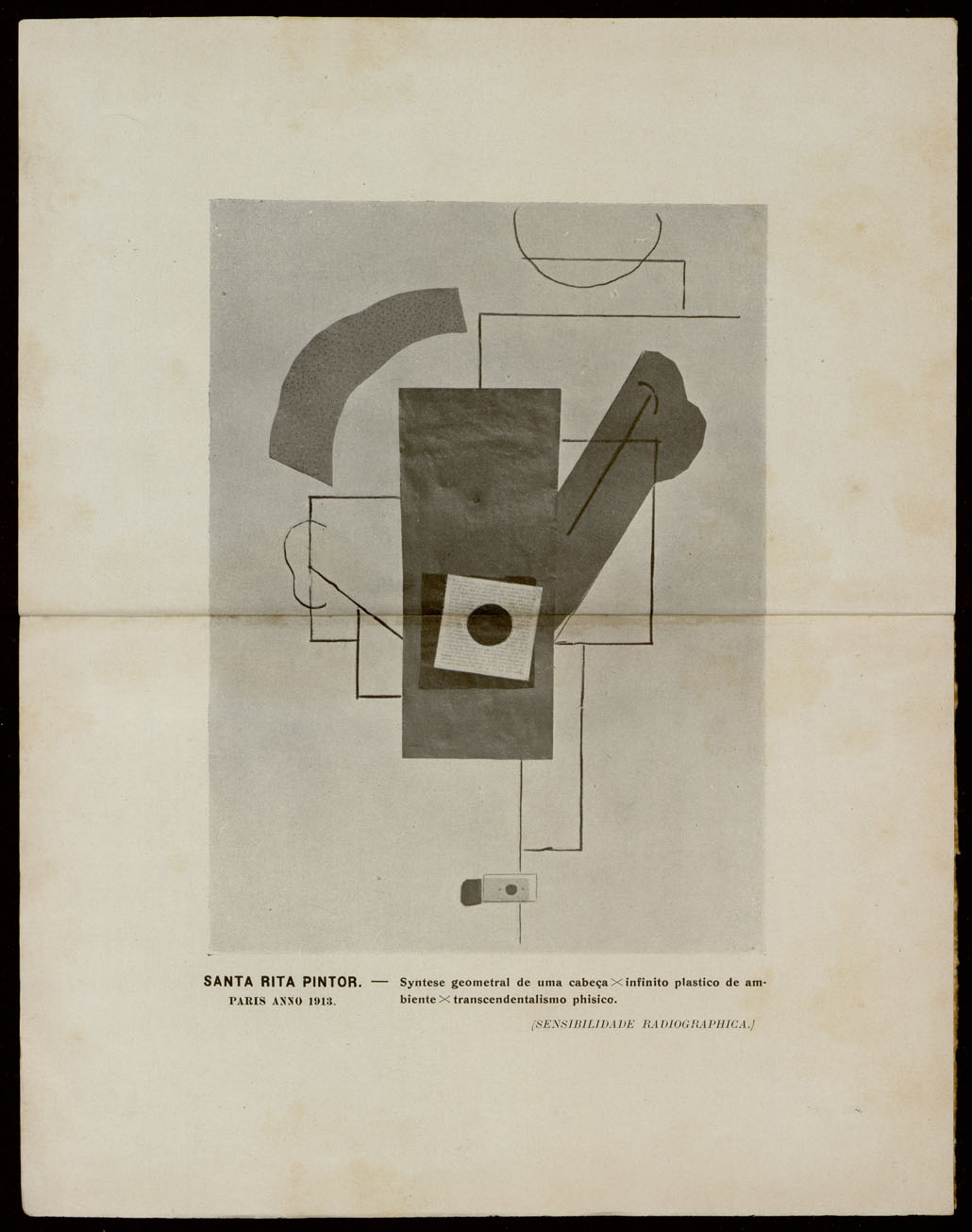
(Sensibilidade Radiographica), Santa-Rita Pintor 1913, collage.
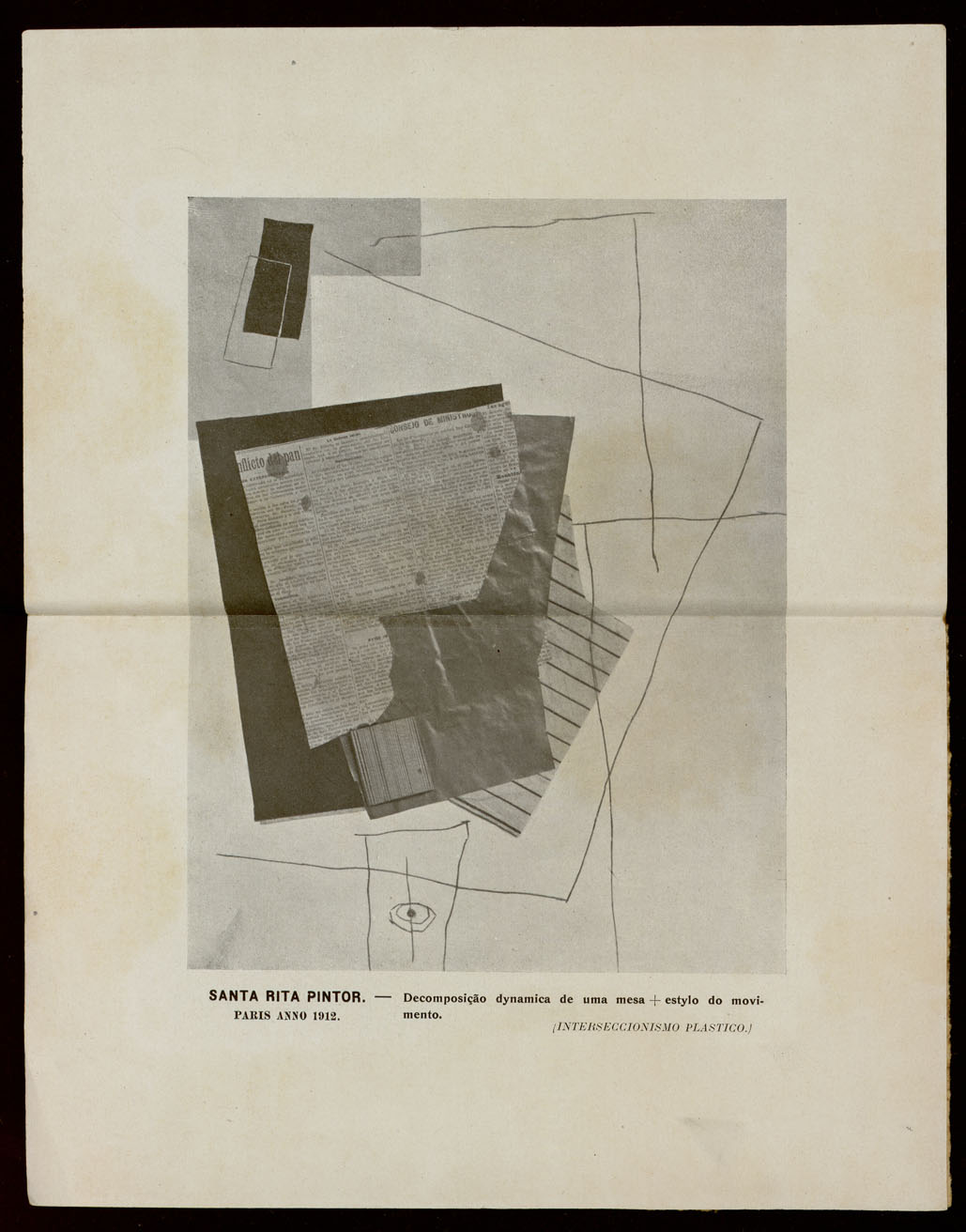
(Interseccionismo Plástico), Santa-Rita Pintor 1912, collage.

Sommaire :
Angelo de Lima - Poèmes Inédits
Mario de Sá-Carneiro - Poèmes sans Support
Eduardo Guimaraens - Poèmes
Raul Leal - Atelier (nouvelle vertigineuse)
Violante de Cysneiros (?) - Poèmes
Alvaro de Campos - Ode Maritime
Luiz de Montalvôr - Narcise (poème)
Fernando Pessoa - Pluie Oblique (poèmes intersectionnistes)

## Le compliqué destin deOrpheu 3
Le numéro 2 annonçait que : « Le 3e numéro de ORPHEU sera publié en octobre, avec donc un mois de retard ». Le départ pour Paris de Mário de Sá-Carneiro, en juillet, n'interrompit pas le projet. Avec Fernando Pessoa, ils continuèrent à travailler sur la publication, allant jusqu'à planifier son futur sommaire. Malgré le suicide de son associé, en avril 1916, Fernando Pessoa n'abandonna pas le no 3 de Orpheu, se démenant auprès d'écrivains et peintres pour le réaliser.
Dans la revue Portugal Futurista, publiée en 1917, Pessoa annonce le titre d'un texte, en signant de son hétéronyme Álvaro de Campos : « Salutations à Walt Whitman (Orpheu 3 à paraître en octobre 1917) ».
Ne subsiste que des épreuves de ce numéro avorté. On découvre ainsi que les deux poèmes anglais, qui étaient prévus pour Orpheu 3, avaient été recalés, jugés « trop indécents, et donc, impubliables en Angleterre ». Ces poèmes furent ultérieurement publiés à Lisbonne, par Pessoa, en 1918: Antinous et 35 Sonnets.
De Orpheu 3, seules les épreuves du sommaire seront publiées en 1983.
Sommaire (épreuves) :
Mario de Sá-Carneiro - Poèmes de Paris
Albino de Menezes - Après le Rapt (composition)
Fernando Pessoa - Glaïeul et Au-delà-Dieu (poèmes)
Augusto Ferreira Gomes - Par ce Crépuscule, la Mort d'un Faune...
José de Almada-Negreiros (poète sensationnaliste et narcisse d'Égypte) - La Scène de Haine
D. Thomaz de Almeida - Yeux
C. Pacheco - Au-delà d'un Autre Océan (notes)
Castello de Moraes - Névé (composition)

## Revue immortelle
"Orpheu n'est pas mort. Orpheu ne peut mourir. Dans la mythologie des anciens, que mon esprit radicalement païen ne se fatigue de se rappeler, dans une réminiscence constellée, il y a l'histoire d'une rivière, dont je me souviens à peine le nom, qui, à un certain moment de son cours, disparut dans le sable. Apparemment morte, elle, néanmoins, plus loin — à des miles de là où elle a disparu — surgit à nouveau à la surface, et continua, dans un crépuscule aquatique, son chemin léger vers la mer. C'est ainsi que je veux croire que cela sera — dans la pire des contingences — pour la revue sensationnaliste Orpheu."
Fernando Pessoa, 21 septembre 1915, Correspondência 1905-1922, Lisboa, Assírio & Alvim, 1999, p. 172-173.

### Sources
- (pt) Cet article est partiellement ou en totalité issu de l’article de Wikipédia en portugais intitulé « Orpheu (revista) » (voir la liste des auteurs).
- Cet article utilise également des extraits de l’article de Wikipédia « Fernando Pessoa » (voir liste des auteurs)